# 陸軍幼年學校
陸軍幼年學校，為舊日本陸軍為了從幼年培養幹部將校候補所設立的全住宿制教育機構。模仿普魯士的軍事學校（Kadettenanstalt）設立，畢業生擁有舊制中學校二年級畢業生的程度。

## 概要
1870年（明治3年）橫濱語學研究所編入大阪兵學寮便是日本陸軍幼年學校的開始。1871年（明治4年）大阪兵學寮被分開為陸軍兵學寮與海軍兵學寮，同年遷移到東京。1872年（明治5年）伴隨著陸軍兵學令的更改，陸軍兵學寮幼年學舍改名為幼年學校。1874年陸軍士官學校從兵學寮獨立後，隔年幼年學校也改名為陸軍幼年學校並從兵學寮獨立。
1877年併入日本陸軍士官學校而暫時消滅。至1887年，隨著陸軍士官學校官制、陸軍幼年學校官制的制定而再度設立。1897年時，因應軍備擴張政策而增加培育人才數量，廢除了陸軍幼年學校官制，取而代之的是中央幼年學校條例與陸軍地方幼年學校條例。東京為陸軍中央幼年學校，另外於仙台、名古屋、大阪、廣島、熊本設立陸軍地方幼年學校。每校各有約50名學生，中央幼年學校為14歲開始的2年，地方幼年學校為13歲開始的3年就讀。陸海軍士官的子嗣可享學費半價，戰死者遺腹子學費全免。
因為制服的領口有金星標誌，也被稱為「星的學生」。
於校內學習軍事學與普通學問，畢業生約佔陸軍將校的三分之一。被當時的人認為是陸軍的舊制中學校。不過在當時陸軍認為出身自文部省管轄的中學校，接受自由教育的人才不能信任，要想在陸軍裡出人頭地除了日本陸軍大學校畢業外，陸軍幼年學校畢業也是重點。
1918年（大正7年）制定陸軍幼年學校令，陸軍中央幼年學校與陸軍地方幼年學校都改名為陸軍幼年學校。1922年，由於華盛頓海軍條約世界各國均開始縮減軍備，同年大阪校廢校。1923年名古屋校、1924年仙台校、1927年熊本校、1928年廣島校依序廢除後，僅剩中央幼年學校。廣島校廢除該年，中央幼年學校改編為日本陸軍士官學校預科。
1936年中國戰線擴大所致，先是廣島幼年學校復校。之後1937年仙台幼年學校、1939年熊本幼年學校、1940年大阪幼年學校、名古屋幼年學校依次復校。
大阪幼年學校移往離楠木正成居城很近的千代田村（現在的河內長野市），1940年4月1日時共150名44期生入學。
太平洋戰爭結束後，日本陸軍幼年學校與日本陸軍士官學校一起遭到廢除。

## 著名校長
- 千田貞季 - 仙台校長。獨立混成第2旅團長，於硫磺島戰役戰死。
- 百武晴吉 - 廣島校長。第17軍司令官，於瓜達康納爾島戰役戰死。
- 阿南惟幾 - 東京校長。陸軍大臣。終戰前一天於官邸切腹，因拒絕介錯之故隔晨才斷氣。

## 中途退學者
- 大杉榮（作家）- 名幼
- 宇都宮德馬（政治家、企業家）- 東幼

## 終戰時仍在學者
- 加藤秀俊（評論家）- 仙幼
- 西村京太郎（作家）- 東幼
- 加賀乙彦（作家）- 名幼
- 藤岡琢也（演員、聲優）- 廣幼
- 國分康孝（心理學家）- 東幼

## 關聯條目
- 日本陸軍士官學校
- 日本陸軍大學校